# Wilhelm His (Mediziner, 1863)

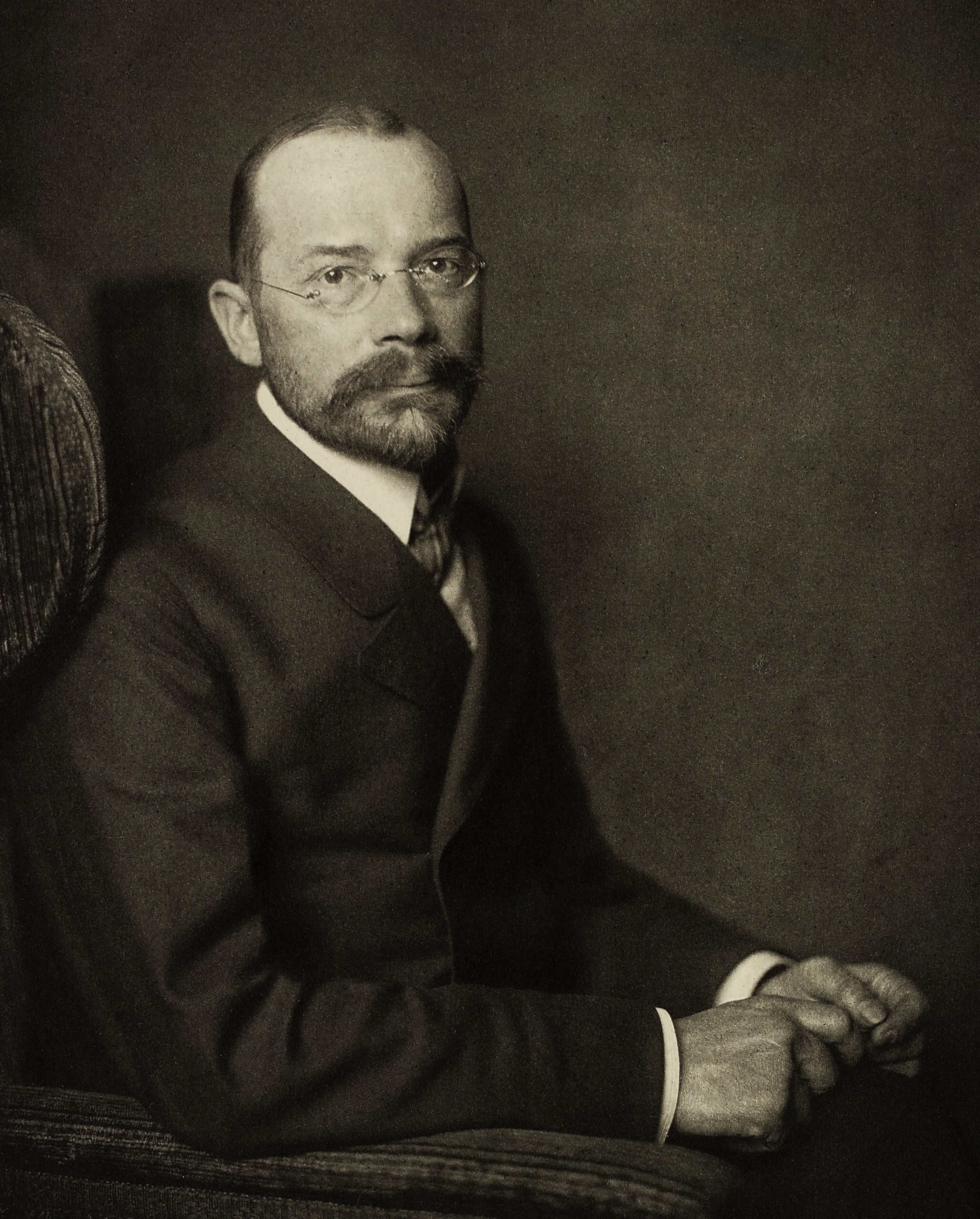
Wilhelm His, 1902 auf einer Fotografie von Nicola Perscheid

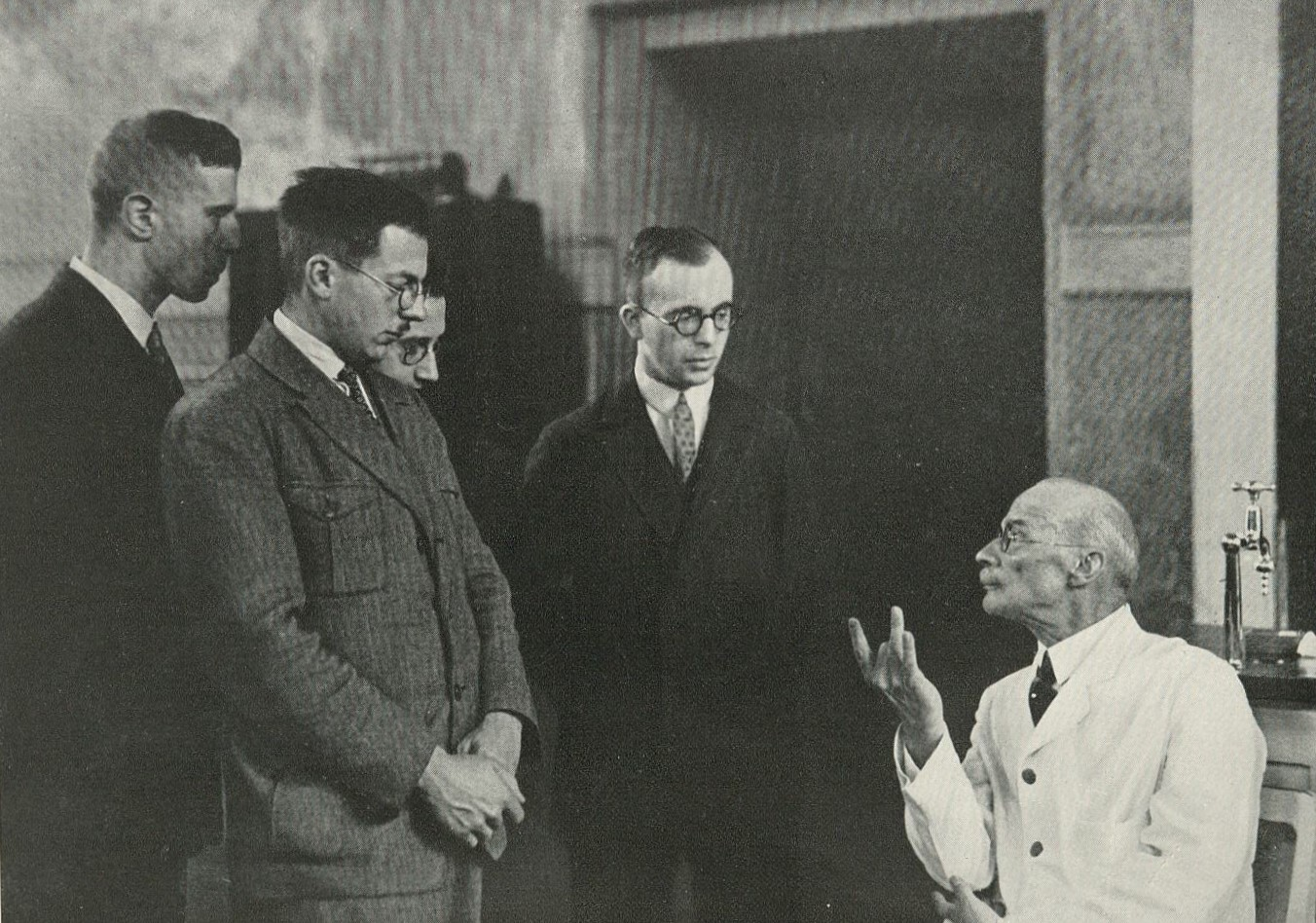
Erich Salomon: His mit Schülern

Wilhelm His (* 29. Dezember 1863 in Basel; † 10. November 1934 in Brombach bei Lörrach) war ein deutscher Internist und Kardiologe.

## Familie
Wilhelm His (der Jüngere) wurde als eines von sechs Kindern der Familie von Wilhelm His (dem Älteren) geboren. Der Vater war ein angesehener Anatom und Physiologe seiner Zeit, der als Ordinarius 15 Jahre in Basel und 32 Jahre in Leipzig gewirkt hatte. Sein Bruder Rudolf His war ein bekannter Rechtshistoriker.

## Ausbildung und Beruf
Er studierte Medizin in Genf, Leipzig, Bern und Straßburg, wo er im pharmakologisch-chemischen Laboratorium bei Oswald Schmiedeberg unter anderem über das Stoffwechselprodukt des Pyridins arbeitete. 1889 promovierte er in Leipzig und trat zugleich als Assistent in die Leipziger Klinik ein, die Heinrich Curschmann (1846–1910) gerade übernommen hatte. 1891 habilitierte sich His für die Innere Medizin. Die Beschreibung des atrioventrikulären Bündels im Jahre 1893 präsentierte His 1895 beim dritten internationalen Physiologenkongress in Bern. Ludwig Aschoff und Sunao Tawara führten von 1906 bis 1908 Studien zu dem in diesem Herzmuskelbündel befindlichen Aschoff-Tawaraschen Knoten durch.
Nach achtjähriger Assistentenzeit (1889–1897) hielt His im Jahr 1897 seine akademische Antrittsvorlesung. Zum außerordentlichen Professor an der Universität Leipzig war er 1895 ernannt worden, gleichzeitig nahm er die preußische Staatsangehörigkeit an. 1901 wurde His zum Oberarzt am Krankenhaus Friedrichstadt in Dresden berufen. 1902 folgte er einem Ruf als Ordinarius nach Basel, 1906 nach Göttingen und 1907 nach Berlin. Hier stellte er sich als Anhänger einer psychologisch-ethischen ärztlichen Kunst und als „naturwissenschaftlich-humanistischer“ Empiriker vor.
Als preußischer Staatsbürger war His verpflichtet, sich im Kriegsfall dem Heer zur Verfügung zu stellen. Diese Situation trat 1914 ein, die deutschnationale Kriegsbegeisterung erfasste auch ihn. His meldete sich freiwillig und wurde als „Beratender Innerer Mediziner bei der Etappeninspektion VIII“ eingesetzt. In dieser Eigenschaft bereiste er bis 1917 fast alle Fronten des Ersten Weltkrieges (Frankreich, Polen, Ukraine, Türkei, Armenien, Syrien, Palästina). Er war Inspekteur der Lazarette vor Ort und sorgte vor allem für die Bekämpfung der Seuchen wie Cholera, Typhus, Ruhr, Fleckfieber und Rückfallfieber durch geeignete Hygienemaßnahmen. Kurze Heimataufenthalte nutzte His für Vorträge und Veröffentlichungen über seine Untersuchungsergebnisse (darunter: Versorgung Verwundeter, „Ermüdungsherzen“ und „Kriegsnephritis“).

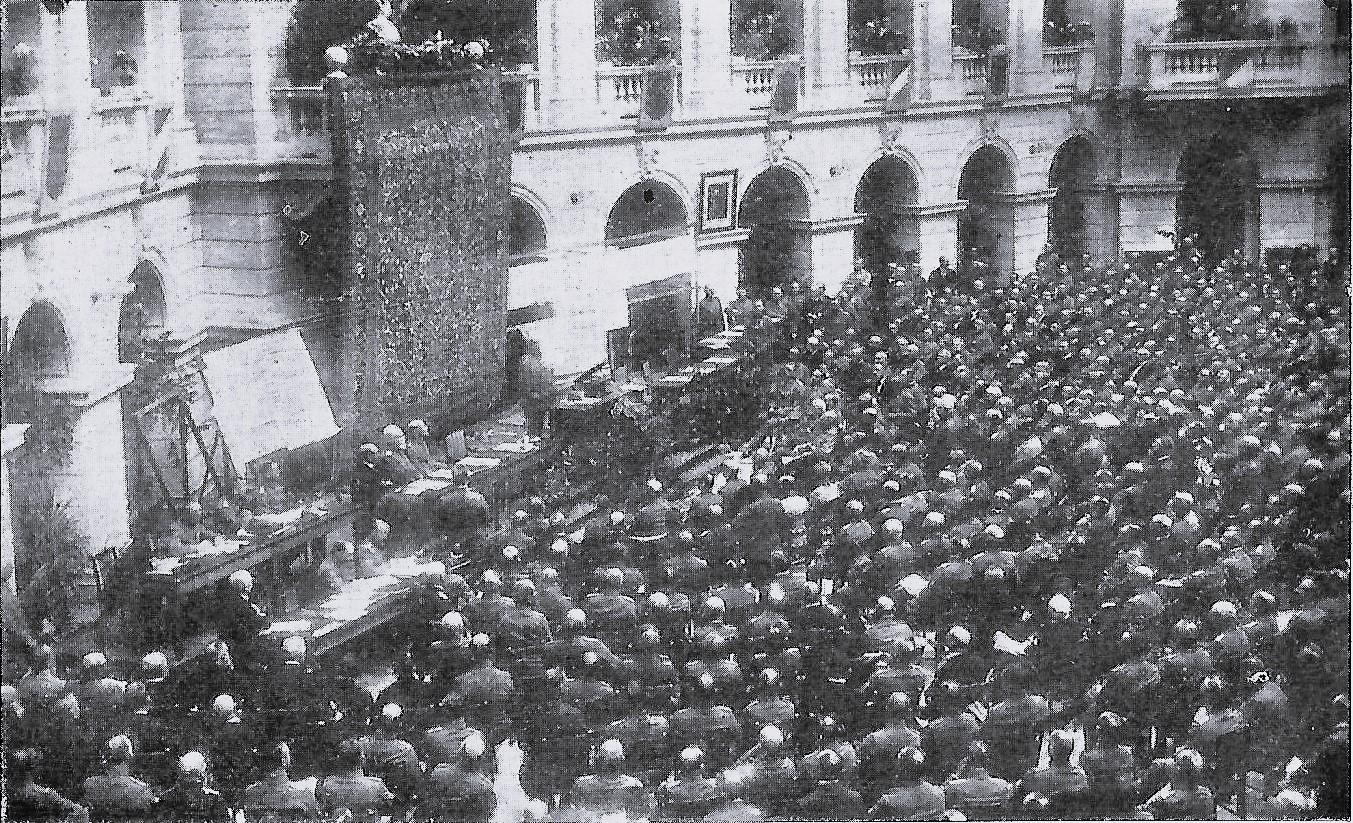
Eine Sitzung des Kongresses für Innere Medizin in Warschau

His organisierte den Deutschen Kongress für Innere Medizin, der üblicherweise in Wiesbaden stattfand, als außerordentliche Tagung im Mai 1916 im besetzten Warschau. Er bezeichnete in der Eröffnungsrede den Krieg als einen „gesundheitlichen Massenversuch“. Nach dem Kongress veröffentlichte er, Vorsitzender des Kongresses, zusammen mit Wilhelm Weintraud, Geschäftsführer des Kongresses, die „Verhandlungen der außerordentlichen Tagung des deutschen Kongresses für Innere Medizin in Warschau“.
Nach dem Kriegsende kehrte er nach Berlin zurück. Es folgte eine weitere Lehrtätigkeit in Berlin an der I. Medizinischen Klinik der Charité. Die Jahre nach der Emeritierung (1931/32) widmete His wissenschaftlicher Arbeit als Mitherausgeber der Medizinischen Klinik (1913–1931), als Autor und Vorsitzender der Deutschen Gesellschaft für Innere Medizin. Im Jahr 1922 wurde er zum Mitglied der Leopoldina gewählt. 1923 bis 1924 war er Vorsitzender der Gesellschaft Deutscher Naturforscher und Ärzte. Zu den Schülern von Wilhelm His zählt der Heidelberger Internist Richard Siebeck.
Von 1918 bis 1932 gehörte His dem Kuratorium der Fürst Donnersmarck-Stiftung zu Berlin an.

## Leistung
Mit Unterstützung seines Vaters arbeitete His zunächst gemeinsam mit Romberg an der Entwicklungsgeschichte des Herznervensystems. Er wies nach, dass die Ganglienzellen des Herzens dem sympathischen Nervensystem angehören. Diese Ergebnisse stellte er 1890 auf dem Kongress für Innere Medizin in Wien vor.
Der entscheidende Fortschritt war die Beobachtung am embryonalen Herzen, dass das Auftreten von Herzkontraktionen der Ausbildung kardialer Ganglien innerhalb der Entwicklungsgeschichte vorausging. Da die Erregungsleitung beim embryonalen Herzen über Muskelfasern verläuft, schloss His auf einen ähnlichen Erregungsausbreitungsweg beim erwachsenen Herzen. His konnte bei drei von 21 Warmblüterherzen nach Schnitten im Bereich des Septums eine Dissoziation des Herzrhythmus herstellen. Damit bewies er die Existenz und die Funktion des atrioventrikulären Erregungsleitungssystems, somit das Vorhandensein einer atrioventrikulären Muskelverbindung: das His-Bündel als Teil des Erregungsleitungssystems des Herzens (1893).
His publizierte darüber hinaus zu den verschiedensten Gebieten der Inneren Medizin (z. B. über die Pharmakologie der Kardiaka).

## His-Eponyme
- His-Bündel-Elektrographie: mit einem intrakardial eingeführten Katheter abgeleitete Potentiale des His-Bündels.
- His-Bündel-Ablation: Therapieverfahren mit transvenöser Unterbrechung der atrioventrikulären Überleitung durch Elektrokoagulation.
- His-Bündel-Block: Herzrhythmusstörung durch ischämische, entzündliche oder primär degenerative Erkrankung des His-Bündels.
- His-Bündel-Extrasystole: vorzeitiges Auftreten einer Herzaktion, bei der Vorhöfe und Kammern durch einen gemeinsamen, intermediär liegenden Erregungsbildungsfokus erregt werden.
- His-Purkinje-Tachykardie: Herzrhythmusstörung mit ektopem Fokus in proximalen Anteilen des ventrikulären Erregungsleitungssystems.
- His-Krankheit: Wolhynisches Fieber, das His 1915 als Berater des Sanitätswesens in den Lazaretten der Kriegsgebiete beobachtet hatte, ein zyklischer Fieberzustand (Fünftagefieber) mit malariaähnlicher Symptomatik.
- His-Winkel: spitz erscheinender Winkel zwischen Speiseröhre und Magenblase (kardiofundaler oder ösophagogastrischer Winkel)
- His-Purkinje-System

## Schriften (Auswahl)
- Beiträge zur Anatomie des menschlichen Herzens. Leipzig 1886.
- Die Thätigkeit des embryonalen Herzens und deren Bedeutung für die Lehre von der Herzbewegung beim Erwachsenen. In: H. Curschmann H et al.: Anatomische, experimentelle und klinische Beiträge zur Pathologie des Kreislaufs. Leipzig 1893, S. 14
- Die heutigen Ansichten über den Heilwerth der Mineralwässer : academische Antrittsvorlesung. – Leipzig : Hirzel, 1897. Digitalisierte Ausgabe der Universitäts- und Landesbibliothek Düsseldorf
- Über die natürliche Ungleichheit der Menschen. Berlin 1928
- Wilhelm His der Anatom. Berlin 1931
- Die Front der Ärzte. Bielefeld 1931 (2 Auflagen; über seine Türkeireise 1917 an militärische Fronten und seine Beobachtungen unter deutschen und türkischen Soldaten) (Digitalisat)
- Zur Geschichte des Atrioventrikularbündels nebst Bemerkungen über die embryonale Herztätigkeit. In: Klin Wochenschr 12 (1933) 569